# وزارة الزراعة والأغذية الزراعية (كندا)
وزارة الزراعة والأغذية الزراعية الكندية (AAFC)، (بالإنجليزية: Agriculture and Agri-Food Canada)‏ وزارة كندية مسؤولة عن السياسات التي تحكم الإنتاج والمعالجة وتسويق جميع المنتجات الزراعية والغذائية والزراعية. والوزيرة الحالية للزراعة والأغذية الزراعية هي ماري كلود بيبو ونائب الوزير الحالي هو كريس فوربس.
فالزراعة في كندا تعتبر اختصاص مشترك، إذ تعمل الوزارة بشكل وثيق مع حكومات المقاطعات والأقاليم في تطوير وتنفيذ السياسات والبرامج. والإدارة مسؤولة أيضًا عن ضمان التعاون مع الوكالات الذين يشاركون أيضًا في تنظيم ودعم الزراعة الكندية.

## التاريخ والهيكل
كانت وزارة الزراعة مسؤولة عن الرعاية الصحية في كندا بين 1867 و 1919، قبل إنشاء وزارة الصحة في 1 سبتمبر 1919. وفي عام 2013 تم نقل وكالة فحص الأغذية الكندية من المحفظة الزراعية إلى المحفظة الصحية.
المنظمات التي تق ضمن مسؤوليات وزير الزراعة والأغذية الزراعية:
- محكمة المراجعة الزراعية الكندية Canada Agricultural Review Tribunal.
- لجنة الألبان الكندية Canadian Dairy Commission.
- هيئة الحبوب الكندية Canadian Grain Commission.
- مزرعة الائتمان الكندية Farm Credit Canada.
- مجلس المنتجات الزراعية في كندا Farm Products Council of Canada.
- الوكالة الكندية (Canadian Pari-Mutuel Agency ).

## القوانين والأنظمة
تعتبر شركة الزراعة والأغذية الزراعية الكندية مسؤولة عن عدد من القوانين المتعلقة بالزراعة والأغذية في كندا.
- قانون برامج التسويق الزراعي.
- قانون تسويق المنتجات الزراعية.
- قانون نسب الحيوان.
- قانون الحبوب في كندا.
- قانون القروض الزراعية الكندي.
- قانون لجنة الألبان الكندية.
- قانون الحبوب في كندا.
- قانون وزارة الزراعة والأغذية الزراعية.
- قانون محطات المزارع التجريبية.
- قانون الوساطة في ديون المزرعة.
- قانون الائتمان الزراعي الكندي.
- .قانون حماية دخل المزرعة.
- قانون وكالات المنتجات الزراعية.
- قانون إعادة تأهيل مزرعة البراري.

## البحث
مركز أبحاث الزراعة والغذاء الكندية ساسكاتون الذي يقع في حرم جامعة ساسكاتشوان (The University of Saskatchewan) كجزء من وزارة الزراعة والأغذية الزراعية الكندية، فإن فرع العلوم والتكنولوجيا لديه تفويض لاقتراح الحلول والفرص القائمة على العلم لدعم القدرة التنافسية واستدامة الزراعة وقطاع الأغذية الزراعية. كما أنه من اختصاص الفرع توفير المعلومات العلمية لإعلام الإدارات وعمليات اتخاذ القرار الحكومية.
بموجب قانون محطات المزارع التجريبية (Central Experimental Farm) الذي يعود تاريخه إلى عام 1886، تم إنشاء محطات زراعية في جميع أنحاء كندا، بما في ذلك المزرعة التجريبية المركزية. كان من واجب موظفي هذه المراكز إجراء البحوث في عدد من المجالات المحددة ذات الصلة بالإنتاجية الزراعية والمحافظة عليها، وإعلان نتائج هذه الأبحاث عن طريق النشر.
يضم فرع العلوم والتكنولوجيا اليوم شبكة وطنية مكونة من 20 مركزًا للبحث والتطوير و 30 موقعًا للبحوث الفضائية. إذ يعمل في فرع العلوم والتكنولوجيا ما يقارب 2200 موظف، بما في ذلك حوالي 400 عالم باحث.
الهدف من جميع الأنشطة هو مواجهة التحديات العلمية الرئيسية التي تواجه أنظمة الإنتاج الزراعي في القرن الحادي والعشرين منها:
- زيادة الإنتاجية الزراعية.
- تعزيز الأداء البيئي.
- تحسين سمات الاستخدامات الغذائية وغير الغذائية.
- معالجة التهديدات لسلسلة القيم الزراعية والغذائية.

## دعم الصناعة
تعتبر شركة الزراعة والأغذية الزراعية الكندية مسؤولة أيضًا عن دعم المنتجين والموردين الزراعيين المحليين والشركات ذلك، يتم من خلال مجموعة متنوعة من البرامج والخدمات بما في ذلك الجيوماتكس الزراعية (Agri-Geomatics: علم المساحات الجغرافية الزراعية) التي تطور المنتجات والخدمات للمستخدمين الداخليين والخارجيين، وتسهيل البرامج.
أنظر أيضا
- وزير الزراعة الكندية .
- وزير الخارجية (الريف) .
- إدارة إعادة تأهيل مزرعة البراري .
- جمعية السلامة الزراعية الكندية .
- شركة ميديكاغو (Medicago Inc).

## روابط خارجية
- الموقع الرسمي Official website .
- الأمانة الريفية Rural Secretariat .
- قانون محطات المزارع الريفية Experimental Farm Stations Act.